# Fiat 521
La Fiat 521 était une automobile fabriquée par le constructeur italien Fiat entre 1928 et 1931.
Remplaçante de la Fiat 520 de 1927, la Fiat 521 se présentait comme une version agrandie de sa devancière.
Plus longue, avec un empattement plus important, équipée d'un moteur 6 cylindres de 2 516 cm3 développant 50 HP, ce fut la voiture Fiat la plus produite à l'étranger, notamment en Allemagne, dans l'usine Fiat-NSU d'Heilbronn à partir de 1930.
Plus de 33 000 exemplaires furent construits en Italie et en Allemagne.
Elle sera remplacée par la Fiat 522.

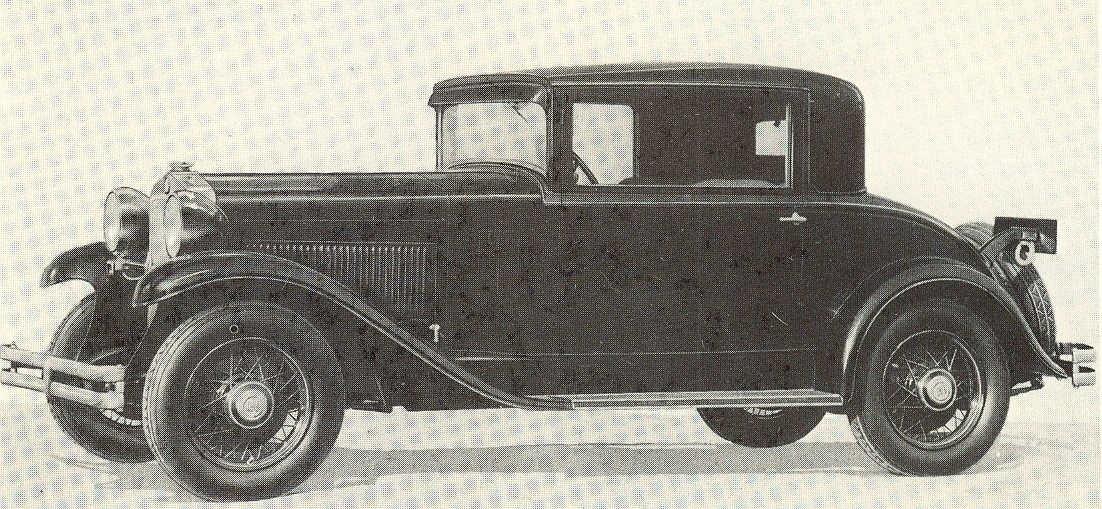
Fiat 521 Coupé-cabriolet